# 一ノ木アヤ
一ノ木 アヤ（いちのき あや、1929年 - ）は日本の漫画原作者。女性。
東京女子大学卒。1970年前後の少女漫画の革新期に原作を提供した。「花結勝男節塩梅（はなむすびおかかのあんばい）」が第1回菊池寛ドラマ賞（1991年度）佳作受賞。

## 作品
- 学園はみどり（1969年『週刊少女フレンド』30号 - 34号連載のち、1970年若木書房、ティーンコミックス）絵・神奈幸子[注 1][3]
- 初恋宣言（1969年『週刊少女フレンド』34号）絵・大和和紀[3]
- 先生にタッチ（1969年『週刊少女フレンド』42号 - 44号）絵・大和和紀[3]
- ラケットに約束！（『週刊少女フレンド』1969年36号 - 1970年4・5合併号連載、全2巻）絵・青池保子[3][4][5][6]
- ケーキ ケーキ ケーキ（1970年『なかよし』9・10月号別冊付録）絵・萩尾望都
- おしかけ秘書（1970年『なかよし』11・12月号、全1巻）絵・高階良子
- テレサの美しき世界（1971年ごろ『なかよし』? - 2月号）絵・細川知栄子[7]
- 花結勝男節塩梅（第1回菊池寛ドラマ賞佳作・一ノ木風子名義）